# Licneremaeus altiplanicus
Licneremaeus altiplanicus är en kvalsterart som beskrevs av Covarrubias 2005. Licneremaeus altiplanicus ingår i släktet Licneremaeus och familjen Licneremaeidae. Inga underarter finns listade i Catalogue of Life.